# Tanburica
Tanburica – południowosłowiański instrument muzyczny strunowy występujący współcześnie w Wojwodinie, Słowenii i Chorwacji. Przypomina małą lutnię.
Tanburica ma niewielki, wypukły korpus z płaską, perforowaną płytą rezonansową. Długa szyjka zaopatrzona jest w metalowe progi. W pierwotnej, XV-wiecznej formie ustawione są one w dwóch rzędach: po jednym, naprzemiennie diatonicznym i dopełnieniowo chromatycznym dla każdej pary czterech strun, z pierwszymi czterema lub pięcioma wspólnymi dla wszystkich strun. Trzy struny takiego instrumentu strojone są w unisonie, czwarta w kwincie.
Współcześnie, począwszy od XIX wieku buduje się tanburicę w pięciu rozmiarach – od sopranowego do kontrabasowego. Instrument ma pięć strun strojonych w kwintach i chromatycznie rozmieszczone progi. Rodzina takich instrumentów wchodzi w skład zespołów tanburicowych popularnych w północno-zachodnich regionach Bałkanów. Utworzenie pierwszego takiego zespołu w 1840 przypisuje się chorwackiemu kompozytorowi i działaczowi politycznemu Pajo Kolarićowi. Największym popularyzatorem gry na tanburicy był Serb Janika Balaž.